# Mlinica Runjina u Karakašici
Mlinica Runjina u selu Karakašici, Grad Sinj, zaštićeno kulturno dobro.

## Opis dobra
Runjina mlinica, sagrađena tijekom 20-tih godina 20. stoljeća, nalazi se na desnoj obali Cetine. Imala je pet mlinova s okomitim podlijevnim mlinskim kolima smještenim pod svodovima mlinice. Građena je od betona, s dvoslivnom krovom konstrukcijom pokrivenom utorenim crijepom. Unatoč upotrebi suvremenog materijala prilikom gradnje, mlinsko postrojenje i način života i rada u mlinici bio je tradicijski. Danas je u ruševnom stanju: urušen je krov i međukatna konstrukcija, nije sačuvano mlinsko postrojenje. Među stanovništvom sela Demerovac u živom je sjećanju ostala mlinica iz vremena dok je radila te se i dalje pamte nazivi pet mlinova: "Orao", "Soko", "Vitez", "Veseli" i "Vrebac".

## Zaštita
Pod oznakom RST-0539-1971. zavedena je kao nepokretno kulturno dobro - pojedinačno, pravna statusa zaštićena kulturnog dobra, klasificirano kao "javne građevine".